# 대니얼 포트먼
대니얼 포트먼(Daniel Portman, 1992년 2월 13일 ~ )은 스코틀랜드의 배우이다.